# Senén Suárez
Pour les articles homonymes, voir Suárez.
Abdón Senén Suárez Hernández, né à Matanzas le 30 juillet 1922 et mort le 6 octobre 2013 à La Havane, est un guitariste et compositeur cubain.